# Knut Stjernvall
Knut Adolf Ludvig Stjernvall, född 8 september 1819 på Lindnäs i Mäntsälä, död 17 april 1899 i Helsingfors, var en finländsk friherre och ingenjör, son till Hans Henrik Stjernvall, brorson till Carl Johan och Fredrik Gustaf Stjernvall, farbror till Julius Stjernvall. 
Stjernvall blev 1839 fänrik vid väg- och vattenkommunikationskåren i Ryssland och 1856 överste och utnämndes samma år till chef för väg- och vattenkommunikationerna i Finland. 
Stjernvall inlade stor förtjänst om det finländska järnvägsnätets uppkomst och utveckling, ledde anläggningen av landets första järnväg, Helsingfors-Tavastehus, och utsågs 1868 till chef för banbyggnaden Sankt Petersburg-Riihimäki. Därefter övergick han i rysk tjänst, utnämndes 1870 till adjoint hos föreståndaren för järnvägsdepartementet och 1871 till chef för ryska järnvägsstyrelsen. 
Stjernvall, som åtnjöt Alexander II:s och Alexander III:s gunst, var slutligen generalinspektör för samtliga krono- och enskilda järnvägar i Ryssland, Han var närvarande vid Borkikatastrofen den 29 oktober 1888, där den vagn i det kejserliga tåget, i vilken han befann sig, blev krossad och han själv sårad. Därefter tog han 1889 avsked och återvände till fäderneslandet. Han upphöjdes 1875 i finländskt friherrligt stånd och blev 1888 verkligt geheimeråd.